# Carlencaç e Levaç
Carlencaç e Levaç (en francès Carlencas-et-Levas) és un municipi occità del Llenguadoc, situat al departament de l'Erau, a la regió d'Occitània.

## Monuments

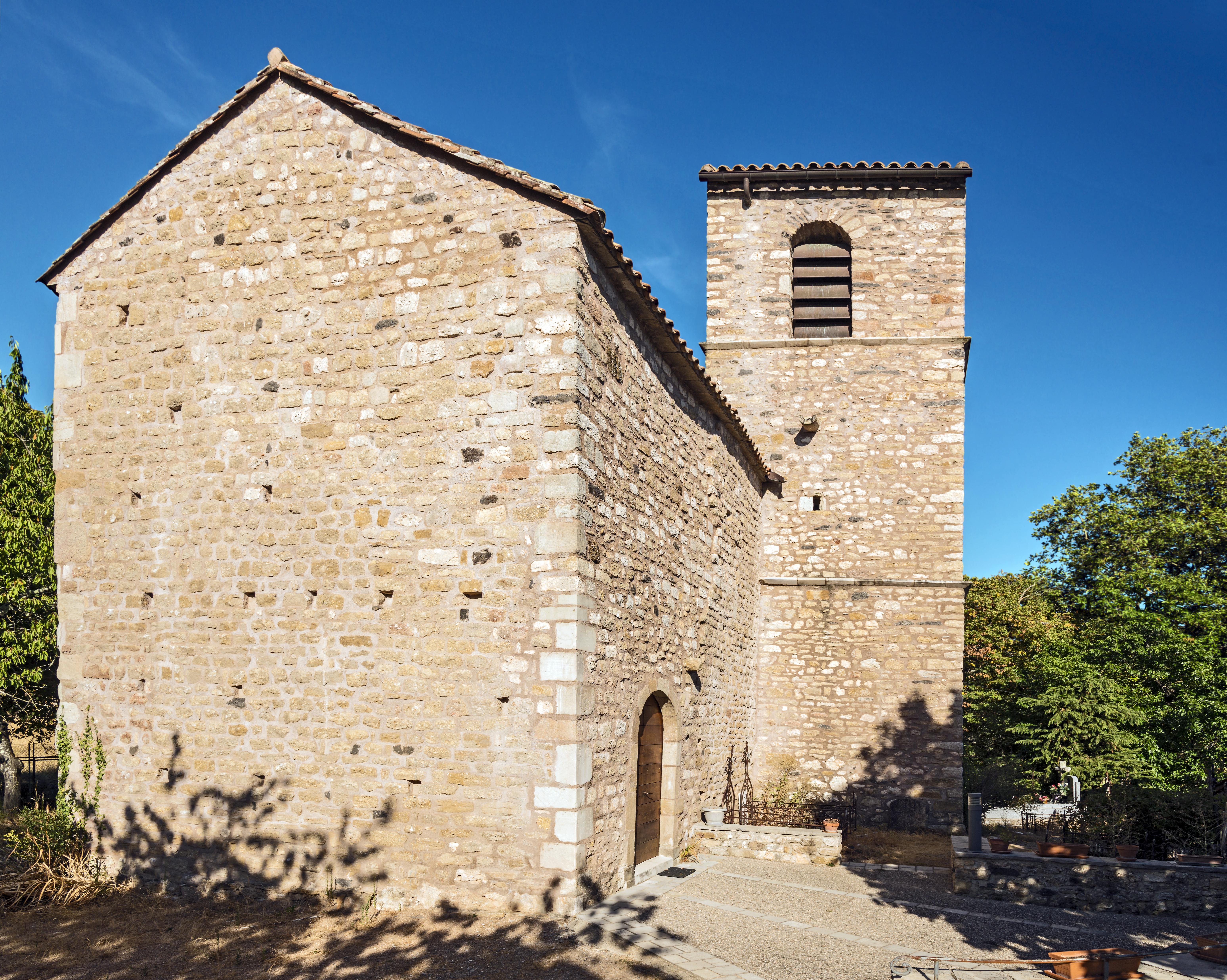
La capella de Levaç.
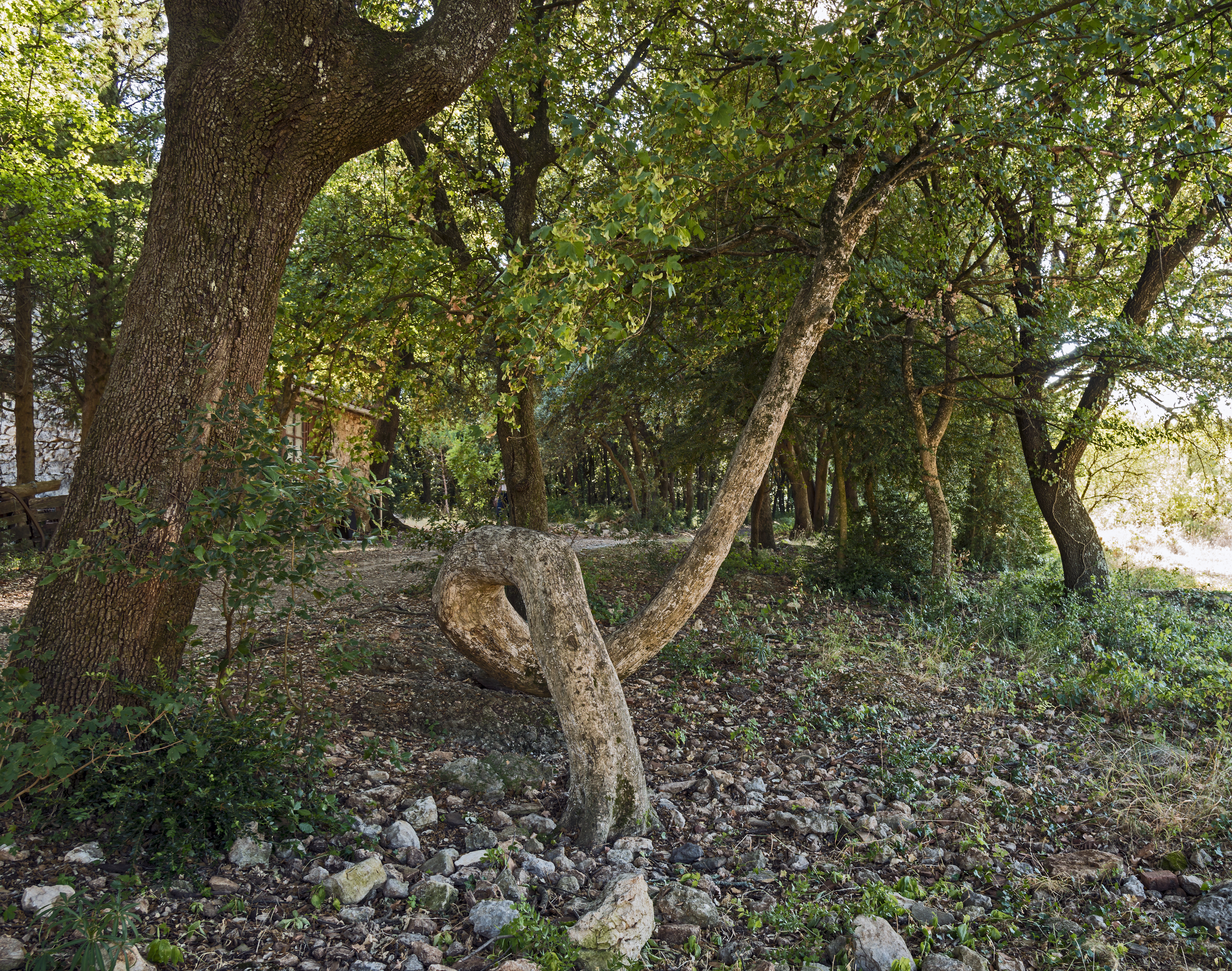
L'arbre tort de la capella.

## Demografia

Població 1962-2008